# Тернов (Львовская область)
Тернов (укр. Тернів) — село в Жолковской городской общине Львовского района Львовской области Украины.
Население по переписи 2001 года составляло 115 человек. Занимает площадь 7,30 км². Почтовый индекс — 80355. Телефонный код — 3252.